# Tromborn
Tromborn – miejscowość i gmina we Francji, w regionie Grand Est, w departamencie Mozela.
Według danych na rok 1990 gminę zamieszkiwało 288 osób, a gęstość zaludnienia wynosiła 47 osób/km² (wśród 2335 gmin Lotaryngii Tromborn plasuje się na 761. miejscu pod względem liczby ludności, natomiast pod względem powierzchni na miejscu 912.).